# José Vega
Pour les articles homonymes, voir Véga (homonymie).
Vega  Solano est un nom espagnol. Le premier nom de famille, en général paternel, est Vega ; le second, en général maternel, souvent omis, est Solano.
José Andrés Vega Solano, né le 22 novembre 1987 à Paraíso (es), est un coureur cycliste costaricien. Son petit frère Elías est également cycliste.

## Palmarès
- 2006
  - 3e du championnat du Costa Rica sur route espoirs
  - 3e du championnat du Costa Rica du contre-la-montre espoirs
- 2007
  - 3e de la Vuelta de la Juventud Costa Rica
- 2008
  - 2e du championnat du Costa Rica du contre-la-montre espoirs
- 2009
  - 2e étape du Tour de Palencia
  - 3e du Premio Nuestra Señora de Oro
- 2011
  - 2e du championnat du Costa Rica du contre-la-montre
- 2012
  - Tour du Nicaragua :
    - Classement général
    - 1re, 2e (contre-la-montre par équipes), 4e et 5e étapes

  - 2e du championnat du Costa Rica du contre-la-montre
- 2013
  - 2e et 6e étapes du Tour du Costa Rica
- 2014
  - 6e étape du Tour du Costa Rica
- 2016
  - 3e étape de la Clásica Nicoya
- 2017
  - 2e étape du Tour du Costa Rica
- 2018
  - Copa Perla

## Classements mondiaux
| Année            | 2008 | 2009 | 2010 | 2011 | 2012 | 2013 | 2014 | 2015 | 2016 | 2016 | 2017 | 2018 | 2019 | 2020 |
| ---------------- | ---- | ---- | ---- | ---- | ---- | ---- | ---- | ---- | ---- | ---- | ---- | ---- | ---- | ---- |
| UCI America Tour | 387e | 305e |      |      |      | 345e | 73e  |      |      |      | 467e | 257e |      | 210e |